# Gradace (literatura)
Gradace (někdy klimax) je v literatuře jedna z básnických figur, v níž se postupně zesiluje význam použitých slov nebo slovních spojení podle vzrůstající intenzity; uplatňuje se také jako kompoziční princip literárního díla.
Rozlišujeme vzestupnou a sestupnou gradaci (sestupná gradace je mnohem vzácnější):
- vzestupná gradace (klimax) - uspořádání slov od nejslabšího k nejsilnějšímu
- sestupná gradace (antiklimax) - uspořádání slov od nejsilnějšího k nejslabšímu

## Příklady
klimax
- „Tys vrchol blaha, štěstí, plesu, slávy.“ — Jaroslav Vrchlický
- „Zpíval, že bude, až bude,
že bude stále perutný
a ještě perutnější, ba nejperutnější z perutnatců.“ — Ludvík Kundera

antiklimax
- „jak se děsí, volá, hledá“ — Karel Jaromír Erben